# وينفيلد سكوت سيمز
وينفيلد سكوت سيمز (بالإنجليزية: Winfield Scott Sims)‏ هو مخترع أمريكي، ولد في 6 أبريل 1844، وتوفي في 7 يناير 1918.